# Orchestre de chambre de Tallinn
L'Orchestre de chambre de Tallinn (Tallinna Kammerorkester) est un orchestre professionnel estonien fondé en 1993 par le chef d'orchestre Tõnu Kaljuste dans le but de jumeler une formation instrumentale permanente au Chœur de chambre philharmonique estonien. L'orchestre est actuellement rattaché à la Société philharmonique de Tallinn et à son directeur artistique Eri Klas.

## Discographie sélective
- Œuvres d'Arvo Pärt sur le disque Te Deum chez ECM (1993)
- Œuvres d'Erkki-Sven Tüür sur le disque Crystallisatio chez ECM (1995)
- Œuvres d'Arvo Pärt sur le disque Litany chez ECM (1996)
- Œuvres d'Heino Eller sur le disque Neenia chez ECM (1996)